# Isidora Sekulić
Isidora Sekulić (cyr. Исидора Секулић; ur. 18 lutego 1877 w Mošorinie, zm. 5 kwietnia 1958 w Belgradzie) – serbska pisarka, autorka powieści, nowel, literatury podróżniczej, opowiadań i esejów, tłumaczka. Erudytka i podróżniczka. Pierwsza w Serbii kobieta, która zyskała znaczne uznanie jako pisarka oraz pierwsza kobieta, która została członkiem Serbskiej Akademii Nauk.

## Życiorys
Była córką prawnika, Danilo Sekulicia. W 1881 roku jej siedmioletni brat Predrag zmarł na gruźlicę. Dwa lata później na tę samą chorobę zmarła jej matka, Ljubica Sekulić, a w 1900 roku – ojciec przyszłej pisarki. Wykształcenie zdobywała w Nowym Sadzie i Somborze, a następnie, od 1894 na Węgrzech, gdzie rozpoczęła edukację w dziedzinie nauk przyrodniczych. W 1922 roku uzyskała w Berlinie tytuł doktora filozofii.
Od 1909 roku mieszkała w Serbii, w Belgradzie, pracując jako nauczycielka w gimnazjum; zawód ten wykonywała aż do swojej emerytury w 1931 roku. W 1913 roku wyszła za mąż za poznanego w Norwegii polskiego lekarza, Emila Stromnickiego, owdowiała tego samego roku, w grudniu – jej mąż zmarł nagle podczas podróży.
Jako pisarka zadebiutowała w 1913 roku opowiadaniami Towarzysze podróży (org. Saputnici). Od 1926 roku była sekretarzem belgradzkiego PEN Clubu. Należała też do zarządu serbskiego stowarzyszenia literackiego Odbor srpske knijževne zadruge, jednak odeszła po tym, jak jego założyciel zrezygnował w proteście przeciwko jej, pisarki-kobiety, członkostwu.
W latach 1903–1944 była aktywna w kobiecej organizacji Kolo srpskih sestara (Koło Serbskich Sióstr), działającej na rzecz równouprawnienia kobiet. Tej też organizacji zapisała w testamencie prawa do swojej literackiej spuścizny. W 1950 roku została (jako pierwsza kobieta) członkiem Serbskiej Akademii Nauk. Należała do serbskiego Towarzystwa Edukacji Kobiety i Ochrony Jej Praw.
Pisarka wiele podróżowała – za granicą spędziła ok. 19 lat życia, odwiedzając w tym czasie m.in. Anglię, Francję i Włochy. Opublikowała też liczne szkice i listy z podróży. Była też erudytką – posiadała dużą wiedzę na temat literatur: francuskiej, angielskiej, rosyjskiej i skandynawskich.

## Twórczość
Twórczość Sekulić obejmuje zarówno opowiadania i impresje, jak i artykuły krytycznoliterackie, listy i relacje z podróży oraz eseje. Proza artystyczna pisarki charakteryzowała się wyrazistym, zwartym stylem. Zawierała silny pierwiastek psychologiczny. Obejmowała różnorodną tematykę, w tym m.in.: zanikanie serbskiego mieszczaństwa (Diakon cerkwi Bogurodzicy), życie w czasach II wojny światowej i problem zachowania szlachetności i człowieczeństwa w tym okresie (O moim narodzie) czy męską dominację w społeczeństwie (Kronika prowincjonalnego cmentarza).
Jej eseistyka była silnie erudycyjna i obejmowała szeroki zakres tematów, od literatury, poprzez muzykę i teatr, aż po język i filozofię.
Oprócz własnej twórczości zajmowała się także tłumaczeniem; przełożyła m.in. Edgara Allana Poego, Fiodora Dostojewskiego i Oscara Wilde’a.

### Wybrana twórczość[1][2]
- Towarzysze podróży (org. Saputnici, 1913) – opowiadania i impresje
- Listy z Norwegii (org. Pisma iz Norveške, 1914) – opis podróży
- Diakon cerkwi Bogurodzicy (org. Djakon Bogorodične crkve, 1919) – opowiadania
- Z przeszłości (org. Iz prošlosti, 1919)
- Kronika prowincjonalnego cmentarza (org. Hronika palanačkog groblja, 1940)
- Notatki (org. Zapisi, 1941)
- Analityczne momenty i rozmyślania (Analitički trenuci i rozmišlanja, 1941) – artykuły i eseje literackie
- Notatki o moim narodzie (org. Zapisi o mome narodu, 1948) – opowiadania
- Mowa i język (org. Govor i jezik, 1956)
- Spokój i niepokój (Mir i nemir, 1957) – artykuły i eseje literackie